# Pyramica schleeorum
Pyramica schleeorum är en myrart som först beskrevs av Baroni Urbani 1994.  Pyramica schleeorum ingår i släktet Pyramica och familjen myror. Inga underarter finns listade i Catalogue of Life.